# ゴーカイジャー ゴセイジャー スーパー戦隊199ヒーロー大決戦
- スーパー戦隊シリーズ
  - 海賊戦隊ゴーカイジャー > ゴーカイジャー ゴセイジャー スーパー戦隊199ヒーロー大決戦
  - 天装戦隊ゴセイジャー > ゴーカイジャー ゴセイジャー スーパー戦隊199ヒーロー大決戦

『ゴーカイジャー ゴセイジャー スーパー戦隊199ヒーロー大決戦』（ゴーカイジャー ゴセイジャー スーパーせんたい199ヒーローだいけっせん）は、2011年6月11日より東映系で公開された、特撮テレビドラマシリーズ「スーパー戦隊シリーズ」の劇場版作品である。
キャッチコピーは「スクリーンでド派手に行くぜ!」。

## 概要
スーパー戦隊35作記念ならびに東映創立60周年記念作品。上映当時のシリーズ現行作品『海賊戦隊ゴーカイジャー』とシリーズ前作品『天装戦隊ゴセイジャー』を中心に、歴代スーパー戦隊35組から総勢199名の戦士が登場する。蘇った悪の権化・黒十字王率いる悪の軍団との対決を描く。
本作品は歴代戦隊の戦士同士の戦闘や、『ゴーカイジャー』テレビ本編では断片的にしか描かれなかったレジェンド大戦の様子が描かれ、巨大戦では歴代戦隊の巨大メカが多数登場する。東映プロデューサーの宇都宮孝明は、既にテレビシリーズで全戦隊を登場させており、多少増やしただけではインパクトに欠けるため、歴代メカも登場させたと述べている。
出演者においても、ゴーカイジャー・ゴセイジャーのメンバーに加えて、歴代スーパー戦隊ヒーローのメンバーが登場しオリジナル作品と同じ俳優が演じる。ラストシーンでは『ゴーカイジャー』テレビ本編に先駆けてゴーカイシルバーが登場する。
公開日は当初2011年5月21日を予定していたが、東北地方太平洋沖地震発生の影響で製作に遅れが生じたため、同年6月11日へ延期された。これに伴い、監督の竹本昇はテレビシリーズのローテーションへの参加が遅れた。宇都宮は、撮影をしている場合ではないと考えたこともあったが、竹本をはじめとするスタッフ・キャストが「今だからこそやるべき」と声を挙げ完成に至ったことを述べている。また、黒騎士およびニンジャレッドの声で出演した小川輝晃は、被災地のためにヒーロー経験者が何かできないかと考えていた時にオファーを受け参加したことを語っている。
本作品における時系列は、現代パートは『ゴーカイジャー』テレビ本編第16話 - 第17話の間、レジェンド大戦パートは『ゴセイジャー』Vシネマ版「last epic」の後の出来事とされている。また『ゴーカイジャー』テレビ本編（第17話以降）において、本作品の映像が一部使用されている。
スーパー戦隊シリーズの劇場版としては初の本格的な長編作品として制作され、上映時間は歴代最長の80分となった。

### 評価
全国282スクリーンで公開され、2011年6月11日 - 12日の初日2日間で興収2億8,861万400円、動員24万9,007人を記録し映画観客動員ランキング（興行通信社調べ）で初登場第2位を獲得した。

## あらすじ
海賊戦隊ゴーカイジャーが地球に来訪する数年前、宇宙帝国ザンギャックが地球を侵略し始めた。地球を守るべく立ち上がった34のスーパー戦隊は、満身創痍になりながらも全ての力を集約させザンギャックの第1艦隊を退けるも、その代償としてスーパー戦隊の力はレンジャーキーとなって宇宙へ散らばっていった。これが後にレジェンド大戦として語られることとなる。
そして数年後の現在。力を失った戦士たちがそれぞれの人生を歩む中、ゴーカイジャーは宇宙から集めたレンジャーキーを使い、地球へ再侵攻するザンギャックと戦っていたが、ゴセイジャーに変身しようとした際に本物の天装戦隊ゴセイジャーの5人が現れレンジャーキーを奪ってしまう。力を取り戻したゴセイジャーは変身を遂げ、さらにゴセイナイトのレンジャーキーを返却するよう詰め寄ったため両戦隊の争いに発展してしまう。
そのころ、ザンギャックの旗艦ギガントホースに黒十字王が出現。ザンギャックと同盟を組んだ黒十字王はかつてスーパー戦隊に敗れた救星主のブラジラ、総裏大臣ヨゴシマクリタイン、冥府神ダゴンらを蘇らせる。さらにゴーカイジャーとゴセイジャーが激突している途中、ギガントホースで攻撃し、ゴーカイジャーからレンジャーキーが入った宝箱を奪い取る。そしてゴーカイジャーとゴセイジャーは3人の強敵によって分断され、別々の異空間へと飛ばされてしまった。
こうした一連の出来事のさなか、戦いから離れた青梅大五郎は幼稚園であんパンを配る仕事をしていた。ダイデンジンの玩具を持っている園児を見かけて「きっといいことがある」と諭した青梅は次の配布先の幼稚園へ向かう途中で餃子を配達中の天火星・亮と市内を巡回中の胡堂小梅が、あるサラリーマンを相手にしているところに鉢合わせる。リストラされたサラリーマンはバリブルーンの玩具を売り払うつもりでいたが、もう何もかもどうでもよくなってしまったのだという。そんな彼を3人の元戦士たちは励まし、希望を失ってはならないと説く。だが空中に現れた黒十字王の映像が人類に対して宣戦布告をし、絶望をうながすのだった。
異空間で戦うゴーカイジャーとゴセイジャーは、いつしかお互いを認め合い、協力して敵を打破した。通常空間に帰還した彼らに、ナビィが拾ったゴセイナイトキーで力を取り戻したゴセイナイトが合流する。すると黒十字王は、先ほど奪ったキーから176人の戦士たちを傀儡として実体化させて2大戦隊に差し向けた。戦士たちを倒せば元のレンジャーキーに戻せると気づいた両戦隊は圧倒的多数の相手に挑み、ついにすべてのキーを取り戻すが、次に黒十字王は自ら巨大化して疲弊した両戦隊に襲いかかる。そのときレンジャーキーがまばゆい光を放って両戦隊を包み込むと、13人の歴代戦士が現れてゴセイジャーを激励し、ゴーカイジャーを地球の守り手として認めた。ゴーカイジャーとゴセイジャーは、33大戦隊から与えられたスーパー戦隊バズーカで黒十字王を吹き飛ばす。
だが、黒十字王は滅んでおらず、巨大な黒十字城としての正体を現して街を無差別に破壊し始める。2大戦隊は巨大ロボで立ち向かうが、ゴセイグランドはあえなく倒され、ゴセイナイトは戦闘不能となる。絶望が人々の心を覆いかける中、あのサラリーマンは率先して避難誘導を行い、青梅たちから伝えられた希望を皆に説いていた。すると彼の持つバリブルーンが、園児のダイデンジンとともに輝きながら宙へ飛んでいった。街中から集まった輝きは、歴代戦隊とともに戦った飛行メカや巨大ロボを蘇らせる。黒十字城は再びブラジラらを呼び出して対抗するが、巨大メカ軍団の連携攻撃の前に次々と打ち破られていく。ゴーカイジャーは光の中で授かったゴレンジャーの大いなる力を発動してゴレンゴーカイオーを完成させ、黒十字城を倒した。
その後、ゴーカイガレオンに招かれたゴセイジャーは、改めてゴーカイジャーにレンジャーキーを渡すと地球の未来を託した。
そして、199番目のヒーローであるゴーカイシルバーが、両戦隊を乗せて空を行くゴーカイガレオンを地上から見つめていた。

## 登場人物

### レジェンド
地球を守り続けた、歴代スーパー戦隊34組の戦士たち。本作品では、タイトルにある天装戦隊ゴセイジャーの他にも様々な人物が、様々な形で登場している。
黒十字王との最終決戦で、レンジャーキーを通してゴーカイジャーとゴセイジャーを応援した。すでに大いなる力を貰ったデカレンジャーとシンケンジャー、そして、黒十字王との戦いに参加していたゴセイジャー以外の10戦隊の大いなる力をゴーカイジャーに授けた。
海城 剛（） / アカレンジャー
黒十字軍と戦った秘密戦隊ゴレンジャーのリーダーで、全スーパー戦隊のリーダー。ザンギャックに苦戦するゴセイジャーを歴代スーパー戦隊の仲間たちの元へ導いた。
番場 壮吉（） / ビッグワン
犯罪組織クライムと戦ったジャッカー電撃隊の行動隊長で、アカレンジャーと並ぶ歴代戦隊の中心人物。
青梅 大五郎（）
ベーダー一族と戦った電子戦隊デンジマンのデンジブルー。
現在は、『デンジマン』と同じ書体のロゴでデンジパンと書かれた屋台を引き、あんパンを保育園や幼稚園などにサービスで配り歩いている。
『海賊戦隊ゴーカイジャーVS宇宙刑事ギャバン THE MOVIE』にも登場し、デンジブルーに変身している。
- 青梅役の大葉健二は、『バトルフィーバーJ』で演じた曙四郎役で出演する案もあったと証言している。

黒田 官平（）
暗黒科学帝国デスダークと戦った大戦隊ゴーグルファイブのゴーグルブラック。
立花 レイ（）
ジャシンカ帝国と戦った科学戦隊ダイナマンのダイナピンク。
郷 史朗（）
新帝国ギアと戦った超電子バイオマンのレッドワン。
炎 力（）
暴魔百族と戦った高速戦隊ターボレンジャーのレッドターボ。
天火星・亮（）
ゴーマ族と戦った五星戦隊ダイレンジャーのリュウレンジャー。
当時は中華料理屋でコック見習いをしていたが、現在では独立して料理店赤龍軒（）を持つまでに腕をあげている。しかし、相変わらず当時からの夢である世界一の餃子を作るために腕を磨き続けている。
胡堂 小梅（）
通称：ウメコ。アリエナイザーと戦った特捜戦隊デカレンジャーのデカピンク。
力を失った現在も地球署に勤務。またマーフィーK9とのコンビも健在である。
- サラリーマンに言う「今よりほんの少しでもいい、未来を幸せで美しい世界にしたい」という台詞は、『バトルフィーバーJ』の挿入歌「明日の戦士たち」からヒントを得ている。

明石 暁（）
ネガティブシンジケートと戦った轟轟戦隊ボウケンジャーのボウケンレッド。
楼山 早輝（）
蛮機族ガイアークと戦った炎神戦隊ゴーオンジャーのゴーオンイエロー。
谷 千明（） 、梅盛 源太（）
外道衆と戦った侍戦隊シンケンジャーのシンケングリーンとシンケンゴールド。レジェンド大戦終結直後、明石、早輝と共にゴセイジャーと顔を合わせた。

### 敵対勢力
黒十字王（）
秘密戦隊ゴレンジャーと戦った、黒十字軍の首領・黒十字総統が歴代スーパー戦隊に敗れた敵の怨念を吸収し、パワーアップして復活した姿。
地球征服ではなく、スーパー戦隊と、それを信じる地球人たちへの復讐が目的である。ゴーカイジャーとゴセイジャー、番外戦士を除く176個のレンジャーキーを奪い、戦隊実体化バズーカで実体化して手駒とする。
『仮面ライダー×スーパー戦隊 スーパーヒーロー大戦』では大ザンギャックの大幹部として登場。声は堀秀行（スーパーヒーロー大戦）。
『ネット版 仮面ライダー×スーパー戦隊×宇宙刑事 スーパーヒーロー大戦乙!〜Heroo!知恵袋〜あなたのお悩み解決します!』では第10話「その6〜宇宙刑事シャリバン編〜“ノストラダムスの大予言”ってホントなの?」にメインゲストとして登場。
『仮面ライダー×スーパー戦隊 超スーパーヒーロー大戦』ではシン・ジニスやゼット・真などとともにショッカーの怪人として登場。声は稲田徹。
- デザインは篠原保が担当した。今の子供は黒十字総統を知らないであろうという考えから、篠原は色を塗るまではオリジナルのデザインを見ずに記憶のみで描いている。

黒十字城（）
黒十字王が変身した真の姿である巨大要塞。その大きさは東京スカイツリーと同等であり、ゴーカイオーやゴセイグレートをも上回る。
- デザインは篠原保が担当した。30体以上のロボットと相対するため、画面いっぱいに広がるようデザインされている。

過去のスーパー戦隊の敵
黒十字王によって復活した、過去のスーパー戦隊と敵対した者たち。全員、黒十字軍の仮面怪人が着用しているのと同タイプの紋章が入った赤いベルトを腰に巻いている。
黒十字の救星主ブラジラ（）
ゴセイジャーと戦った地球救星計画の黒幕で、元護星天使の一人。また、ブレドランの正体でもある。
時間が止まった空間でビービ虫を使ったトリッキーな攻撃でマーベラスとアラタを苦しめる。
黒十字城の手で巨大化して再度復活した際、バリブルーン・スカイエース・ゴーカイオー・ゴセイグレートと戦うが、爆死寸前にスーパー戦隊への恨み節を残す。
黒十字の総裏大臣ヨゴシマクリタイン（）
ゴーオンジャーと戦った蛮機族ガイアークの最高幹部。
ゴーオンジャー時代と比べキャラクターが息子（ヨゴシュタイン）に近くなっており時代劇風の世界で映画監督を気取りジョー、ルカ、モネ、アグリの4人を痛めつける。
黒十字の冥府神ダゴン（）
魔法戦隊マジレンジャーと戦った地底冥府インフェルシアの神々の1人。ハカセ、アイム、エリ、ハイドの4人と戦う。
彗星のブレドラン、チュパカブラの武レドラン、サイボーグのブレドRUN、血祭のブレドラン
それぞれゴセイジャーと戦い、ブラジラが各組織に所属していた時の仮の姿たち。
本作品では黒十字城の力で作り出したブラジラの分身体として登場し、最終決戦でオリジナルであるブラジラと共闘する。
危官房長官チラカソーネ、掃治大臣キレイズキー
かつてヨゴシマクリタインと共に世界を荒し回っていたガイアークの重役たち。
冥府神イフリート、冥府神サイクロプス
ダゴンと同じく、冥府神と呼ばれるインフェルシアの神々たち。
魔虫兵ビービ、蛮機兵ウガッツ、冥府兵ゾビル
それぞれブラジラ、ヨゴシマクリタイン、ダゴンとともによみがえり、操る戦闘員たち。ウガッツは映画スタッフとしても活動する。

## 装備・戦力
マシントイプードル
ウメコが亮・青梅らと遭遇した時、マーフィーと共に搭乗していたミニパトカー型デカビークル。
- 監督の竹本の中での設定では、マシンブルがなくなった後のウメコの専用車というものである。

スーパー戦隊バズーカ
ゴレンジャーからシンケンジャーまで、33のスーパー戦隊の力と想いを結集、具現化させたバズーカ砲。巨大化した黒十字王に対して使用し、大ダメージを与えた。
ピンクダブルアタックパート2
ゴーカイピンクとスーパーゴセイピンクの合体技で、一部の歴代ピンク戦士たちをレンジャーキーに戻した。いきなりパート2だったことにゴーカイピンクが首をかしげていたが、これは前回のクロスオーバー作品内で同名の技を使用したためである。
ゴーカイクラッシュ
ゴーカイオーが2本のゴーカイケンで敵をX字に切り裂く必殺技で、ゴセイグレートのグレートストライクと共にブラジラを倒した。

ゴレンゴーカイオー
ゴレンジャーの大いなる力により、ゴーカイオーがバリブルーンと合体した秘密戦闘形態。5色の煙を上げながら空中を飛行する。
必殺技は、巨大化したゴーカイケンにカシオペアのパワーを込めて敵を両断するゴーカイハリケーン・カシオペア。振り下ろされるゴーカイケンにはカシオペア星座のイメージが重なる演出がなされている。
テレビ本編第50話にも登場。バリブルーンのロケット砲による砲撃や、ダイナマンとジェットマン、2つの大いなる力による必殺技を披露した。
歴代スーパー戦隊の巨大メカ
『ゴレンジャー』のバリブルーンと『ジャッカー』のスカイエースの2大飛行メカと、『バトルフィーバー』から『シンケンジャー』に登場する1号ロボたち。このうち、ダイデンジンはデンジファイター、ジェットイカロスはイカロスハーケン、タイムロボαはタイムジェットγに変形。
人々が大切にしていた玩具に込められた思いが実体化した存在。
- ロボットスーツは立像になったものを含めて現存しているもののみ使用され、他はCGや過去のフィルムの編集や写真により表現された。同時攻撃などの際には、2体のロボを背景を替えて合成などで同一画面にしている。

バリブルーン
青梅と亮とウメコの3人に出会ったサラリーマンの持っていた玩具が実体化したもの。
本作品では玩具から実体化したものだったが、後に劇場版第2作目やテレビ本編第50話で登場した際はゴーカイオーの胸から召喚されている。
- CGで表現されている。

ダイデンジン
青梅と出会った幼稚園児の男の子の持っていた玩具が実体化したもの。

## キャスト
過去のスーパー戦隊シリーズで、同名・同団体名のキャラクターを演じたキャストには原典作品名を付記する。
本作品に出演した声優や一部の俳優は、各々の担当キャラクター以外にもレジェンド戦隊の戦士たちの声を兼役している。
- キャプテン・マーベラス / ゴーカイレッド - 小澤亮太
- ジョー・ギブケン / ゴーカイブルー - 山田裕貴
- ルカ・ミルフィ / ゴーカイイエロー - 市道真央
- ドン・ドッゴイヤー（ハカセ） / ゴーカイグリーン - 清水一希
- アイム・ド・ファミーユ / ゴーカイピンク - 小池唯
- アラタ / ゴセイレッド - 千葉雄大
- エリ / ゴセイピンク - さとう里香
- アグリ / ゴセイブラック - 浜尾京介
- モネ / ゴセイイエロー - にわみきほ
- ハイド / ゴセイブルー - 小野健斗
- 青梅大五郎 - 大葉健二『電子戦隊デンジマン』
- 天火星・亮 - 和田圭市[注釈 6]『五星戦隊ダイレンジャー』
- 胡堂小梅 - 菊地美香『特捜戦隊デカレンジャー』
- サラリーマン - 坪倉由幸（我が家）
- バンドマン - 杉山裕之（我が家）
- 銀行マン - 谷田部俊（我が家）
- 天知望 - 中村咲哉
- 園児 - 藤森碧一
- 先生 - 松中みなみ
- 女性 - 横田美紀

SPECIAL THANKS
- 谷千明 - 鈴木勝吾『侍戦隊シンケンジャー』
- 梅盛源太 - 相馬圭祐『侍戦隊シンケンジャー』
- 楼山早輝 - 逢沢りな『炎神戦隊ゴーオンジャー』
- 明石暁 - 高橋光臣『轟轟戦隊ボウケンジャー』
- 黒田官平 - 春田純一『大戦隊ゴーグルファイブ』
- 立花レイ - 萩原佐代子『科学戦隊ダイナマン』
- 郷史朗 - 坂元亮介『超電子バイオマン』
- 炎力 - 佐藤健太『高速戦隊ターボレンジャー』
- 番場壮吉 / ビッグワン - 宮内洋[注釈 7]『ジャッカー電撃隊』、『秘密戦隊ゴレンジャー』
- 海城剛 / アカレンジャー - 誠直也『秘密戦隊ゴレンジャー』

### 声の出演
- ナレーション - 関智一[注釈 8]
- ナビィ - 田村ゆかり
- ゴセイナイト - 小西克幸
- テンソウダーの声 - 沢木郁也
- ワルズ・ギル - 野島裕史
- ダマラス - 石井康嗣
- インサーン - 井上喜久子
- バリゾーグ - 進藤学
- 救星主のブラジラ、ブレドラン - 飛田展男
- 総裏大臣ヨゴシマクリタイン - 梁田清之『炎神戦隊ゴーオンジャー』
- 冥府神ダゴン - 大塚明夫『魔法戦隊マジレンジャー』
- 黒十字王 - 神谷明
- レッドレーサー - 岸祐二[注釈 9]『激走戦隊カーレンジャー』[32]
- SPECIAL THANKS
  - ウルザードファイヤー - 磯部勉『魔法戦隊マジレンジャー』
  - デカマスター - 稲田徹『特捜戦隊デカレンジャー』
  - 黒騎士ヒュウガ - 小川輝晃[注釈 10]『星獣戦隊ギンガマン』、『忍者戦隊カクレンジャー』
  - シグナルマン - 大塚芳忠『激走戦隊カーレンジャー』

### スーツアクター
- ゴーカイレッド[出典 5]、他[37] - 福沢博文
- ゴーカイブルー[35] - 押川善文
- ゴーカイイエロー[35]、ファイブイエロー[38][39] - 蜂須賀祐一
- ゴーカイグリーン[35]、ゴセイレッド[34][36]、シンケングリーン[40] - 竹内康博
- ゴーカイピンク[35] - 野川瑞穂
- デカマスター[38][41]、ボウケンシルバー[42]、ゴーブルー[43] - 日下秀昭
- 佐藤太輔
- 総裏大臣ヨゴシマクリタイン[44]、ギンガブルー[45]、シンケンゴールド[40] - 岡元次郎
- 清家利一
- ゴーカイグリーン[46] - 大林勝
- ゴーオンイエロー[40] - 人見早苗
- アカレンジャー[47][38][48][49]、レッドターボ[50]、ダイナレッド[51]、レッドワン[52] - 新堀和男
- ビッグワン[出典 6]、シグナルマン[54] - 岡本美登
- 冥府神ダゴン[44] - 田中宏幸
- 救世主のブラジラ[44]、ウルザードファイヤー[55] - 浅井宏輔
- 矢部敬三
- 黒十字王[44] - 中村博亮
- クローバーキング[56]、ニンジャブラック[57] - 喜多川2tom
- ファイブピンク[38][39]、シグナルマン[41] - 蜂須賀昭二
- ウルザードファイヤー[41] - 的場耕二
- ニンジャレッド[57] - 高岩成二
- 黒獅子リオ[58][41]、タイムファイヤー[42]、デカブルー[43] - 今井靖彦
- デカスワン[41]、デカイエロー[43] - 橋本恵子
- おぐらとしひろ
- ゴセイブラック[59] - 渡辺淳
- 永徳
- メガピンク[43] - 神尾直子
- 藤榮史哉
- シンケンレッド（薫）[41] - 橋口未和
- 金田進一
- マジマザー[60] - 五味涼子
- 伊藤教人
- 下園愛弓
- 渡邉昌宏
- 村岡友憲
- デカピンク[40] - 小島美穂
- 横田遼
- 藤井祐伍
- 藤田慧
- 高橋玲
- 岡田和也
- 遠藤誠
- 蔦宗正人
- 村井亮
- 新田健太
- 大園千絵
- 村岡弘之
- 石井靖見
- 岸本康太
- 岡田貴善
- 片伯部浩正
- 神前元
- 渡辺隼斗
- 松本竜一
- 細川晃弘
- 斉藤幸治
- 内川仁朗
- 福井理沙
- 寺本翔悟
- ファイブブラック[39]、リュウレンジャー[28][61]、黒騎士[38][41]、グリーンレーサー[62]、キングレンジャー[42] - 大藤直樹
- ダイヤジャック[56]、メレ[41]、ボウケンピンク[43] - 中川素州
- 白井雅士

#### レジェンド大戦 スーツアクター
- 青山雅士
- 秋山智彦
- 麻宮竜太
- 麻生千稀
- 天貝学
- 新井仁明
- 安藤彩絵
- 安藤英行
- 飯島浩和
- 五十嵐勝平
- 池谷英和
- 石井典子
- 板垣克
- 井戸陽
- 伊藤逢委子
- 伊藤久二康
- 伊藤啓太
- 糸畑妃奈子
- 稲垣希
- 稲山玄
- 稲留正樹
- 今井喜美子
- 岩井潤一
- 岩崎香奈
- 上田幸一郎
- 上田伸哉
- 上野晃一
- 氏原祐介
- 江藤聖矢
- 江藤大我
- 遠藤力
- 及川崇治
- 大内貴弘
- 大隈厚志
- 大倉栄人
- 大嶋隆司
- 大谷秀一郎
- 大西雅樹
- 大村亨
- 大森亘
- 大家正幸
- 小笠原義幸
- おがた淳信
- 岡部明宏
- 小川貴弘
- 大河平レオン
- 尾崎一彦
- 皆葉弘之
- 花倉慶吾
- 梶聡志
- 加藤武
- 加藤勉
- 門脇大輔
- 門脇亨
- 金子起也
- 河合健志
- 川田光太
- 菊池創
- 北林泰明
- 木村大輔
- 久慈麗人
- 久保翔
- 熊田弥生
- 栗田正明
- 黒瀬まお
- 桑原加代
- 香田弘臣
- 越田みゆ
- 児島仁
- 木幡良樹
- 小林勝弥
- 小林浩
- 小松雅樹
- 小村泰士
- 小森秀一
- 小山圭太
- 近藤知行
- 斎藤ゆうき
- 坂井和也
- 酒井博
- 坂本泰久
- 佐久間紅美
- 桜井淳美
- 桜井広海
- 佐々木俊
- 佐藤公介
- 佐藤慎也
- 佐野夏海
- 佐野弥生
- 椎名和隆
- 塩月竜
- 柴田淳司
- 島崎友之
- 島田朋尚
- 島田陽生
- 清水洋
- 下唐湊洋輔
- 白尾聡洋
- 白濱孝次
- 新宮崇太
- 菅生良明
- 鈴木章吾
- 鈴木大地
- 鈴木陽介
- 世界
- 関澤務
- 関谷健利
- 世名圭吾
- 染川あゆみ
- 染川達
- 高岩利恵
- 高野光平
- 高野高志
- 高橋圭一
- 高橋友也
- 高橋麻琴
- 田中大登
- 滝川拳
- 竹原成美
- 田中由馬
- 谷口洋行
- 田沼ジョージ
- 田野哲也
- 丹野宜政
- 寺田ミオ
- 堂屋将之
- 戸谷秀克
- ともえりん
- 仲龍二
- 中澤まさとも
- 中島厚也
- 長尾和彦
- 長門博英
- 長沼大輔
- 仲根司
- 中江健一
- 中西奨
- 中村聡一郎
- 那珂村タカコ
- 中村宏毅
- 中昜亜夢
- 成田ひより
- 成田穣
- 難波和宏
- 新居瑞紀
- 二階堂真理恵
- 西沢智治
- 西村正明
- 二ノ宮謙一
- 根上純一
- 野木龍史
- 野貴葵
- 野原仁詞
- 羽賀聖
- 橋本仁
- 長谷川誠
- 華媚
- 浜崎雄大
- 濱田努
- 林潔
- 林田葵
- はらさわ晃綺
- 春宮茉由
- 平川慎一郎
- 広森春樹
- 深澤直仁
- 深町健太郎
- 福井博章
- 福島徹
- 福田堅司
- 藤井京子
- 藤岡範子
- 藤田秀和
- 藤田房代
- 藤田よしたか
- 舟山弘一
- 星川康徳
- 本間崇寛
- 前田浩
- 前田竜次
- 前野強
- 桝田光則
- 益田康弘
- 松本直也
- 真鍋恭輔
- 水野拓也
- 水間健登
- 三村幸司
- 三宅敏夫
- 宮戸章匡
- 向出淳拓
- 村上しほ
- 村上貴弘
- 村上ヨウ
- 村瀬圭子
- 村瀬智一
- 村田由美子
- 本亘平
- 森博嗣
- 森丘一舟
- 森川奈津美
- 森山貴文
- 鵺煌月
- 安田よしゆき
- 安永晃
- 柳川典久
- 柳沢勇樹
- 山崎智尋
- 山崎玲奈
- 山下康弘
- 山本泰史
- 吉田智則
- 吉田聖
- 吉成由貴
- 吉久直志
- 興那原伊織
- 若林達也
- 脇早摩
- 渡辺勝彦
- 渡辺正樹
- 渡部未来
- 渡辺洋平

## スタッフ
- 製作 - 鈴木武幸（東映）、平城隆司（テレビ朝日）、松田英史（東映エージエンシー）、福原英行（東映ビデオ）、垰義孝（バンダイ）、木下直哉（木下工務店）
- 企画 - 遠藤茂行（東映）、桑田潔（テレビ朝日）、小川政則（東映エージエンシー）、日達長夫（東映ビデオ）、小野口征（バンダイ）、田代為頼（木下工務店）
- エグゼクティブ・プロデューサー - 杉山登（テレビ朝日）、疋田和樹（東映エージエンシー）、加藤和夫（東映ビデオ）
- 原作 - 八手三郎、石ノ森章太郎
- 脚本 - 荒川稔久
- 音楽 - 山下康介、三宅一徳、Project.R
- 撮影 - 大沢信吾
- 照明 - 本田純一
- 美術 - 大谷和正
- 編集 - 佐藤連
- 録音 - 伝田直樹
- 整音 - 小林喬
- スクリプター - 渋谷康子
- 助監督 - 荒川史絵
- 製作担当 - 小林智裕
- プロデューサー補 - 望月卓
- キャラクターデザイン - 韮沢靖、篠原保
- 製作プロダクション - 東映テレビ・プロダクション
- プロデューサー - 宇都宮孝明・大森敬仁（東映）、佐々木基（テレビ朝日）、矢田晃一・深田明宏（東映エージエンシー）、中野剛（東映ビデオ）
- 特撮監督 - 佛田洋
- アクション監督 - 石垣広文（ジャパンアクションエンタープライズ）
- 監督 - 竹本昇

## 音楽
「天装戦隊ゴセイジャー」
作詞：吉元由美 / 作曲：サイキックラバー / 編曲：Project.R（籠島裕昌） / 歌：NoB（Project.R）
「海賊戦隊ゴーカイジャー」
作詞：岩里祐穂 / 作曲：持田裕輔 / 編曲：Project.R（籠島裕昌） / 歌：松原剛志（Project.R）/ コーラス：ヤング・フレッシュ、Project.R
「進め! ゴレンジャー」
作詞：石ノ森章太郎 / 作曲・編曲：渡辺宙明 / 歌：ささきいさお、堀江美都子、コロムビアゆりかご会
「スーパー戦隊 ヒーローゲッター〜199ver.」
作詞：藤林聖子、荒川稔久 / 作曲・編曲：Project.R（大石憲一郎） / 歌：Project.R

## 制作
レジェンド大戦のシーンでは、本作品でゴセイジャーの視点から見たレジェンド大戦を導入部で描くことが決まっていたため、『ゴーカイジャー』テレビシリーズ第1話の撮影時に、本作品で使うことを想定した画を5カットほど撮影している。また、同話の監督を務めた中澤祥次郎が同話で使用しなかった画も使っている。
レジェンド大戦では、巨大な艦隊で来た敵に、戦隊側がロボを使わないことはありえないことから、倒されたロボたちというのを映像化しており、一瞬ゴセイグレートが破壊されている画を見せている。
数年後という設定は、『ゴセイジャー』の天知望が中学2年生であるなど、約3年後をイメージしている。
敵は、曽我町子をイメージしたデザインの「メカヘドリアン」のようなキャラクターにするという案もあったが、曽我の声でないと違和感があり、断腸の思いでその方向は断念された。

## 映像ソフト化
2011年11月21日発売。Blu-rayとDVDでのリリース。
- ゴーカイジャー ゴセイジャー スーパー戦隊199ヒーロー大決戦 通常版（1枚組）
  - 映像特典
    - 特報・劇場予告編・TVスポット集
    - ノンスーパーED
- ゴーカイジャー ゴセイジャー スーパー戦隊199ヒーロー大決戦 コレクターズパック（2枚組）
  - ディスク1：本編ディスク（通常版と同様）
  - ディスク2：特典DVD
    - スーパー戦隊199ヒーローメイキング大決戦
    - 完成披露試写会舞台挨拶
    - 公開初日舞台挨拶
    - ゴーカイトーク
    - ゴーカイファイル
    - レジェンドマシン&ロボファイル
    - 黒十字軍ファイル
    - デザインファイル
    - ポスタービジュアル

  - 初回限定特典
    - スーパー戦隊レジェンドカード（リバーシブル35枚セット）

## 特番
2011年6月11日以降、朝日放送系列で公開直前記念番組『地球を守れ!35スーパー戦隊全員集合!』を放送。歴代作品の紹介と映画の見所を紹介。
2011年6月18日に放送されたテレビ朝日系『SmaSTATION!!』の企画で歴代作品の裏側などを紹介した。

## ネット配信
『ゴーカイジャー』10周年を記念して、YouTubeの「東映特撮 YouTube Official」で2021年6月19日から27日まで期間限定無料配信が行われていた。
年末年始の特別配信企画として、「東映特撮 YouTube Official」で2024年12月8日から21日まで、仮面ライダーシリーズとスーパー戦隊シリーズの過去劇場版とVシネマから他9作品とともに、期間限定無料配信が行われていた。

## その他
2011年2月26日より特典DVD付3作品共通セット前売券が発売されたが、収録の『劇場版 仮面ライダー電王&キバ クライマックス刑事』予告編内の映像と音声に乱れがある不具合が判明し、無償交換を行っている。